# Свальов (община)
Община Свальов (на шведски: Svalövs kommun) е разположена в лен Сконе, югоизточна Швеция с обща площ 391 km2 и население 13 332 души (към 31 декември 2013). Административен център на община Свальов е едноименния град Свальов.